# Севеттиярви
Се́веттиярви (колтта-саам. Čeʹvetjäuʹrr, инари-саам. Čevetjävri, северносаам. Čeavetjávri, фин. Sevettijärvi) — посёлок в общине Инари на севере Финляндии. Расположен в 120 км к северу от регионального центра Инари и в 35 км от норвежского Нейдена.
Является местом компактного проживания саамов (90 % из проживающих в посёлке жителей, составляют сколты, есть также инари-саамы).
Посёлок получил развитие в 1949 году в связи с переселением 51 человека из отошедшего по итогам Второй мировой войны к Советскому Союзу Печенгского района. В это же время была построена школа, медицинский пункт и православная часовня (1951). В конце 1960-х годов была построена первая в этих местах автомобильная дорога.
Ряд саамских строений были перевезены в посёлок из Кираккаярви (Kirakkajärvi) и в настоящее время используются в качестве музейных объектов для демонстрации традиций и быта сколтов.
В посёлке имеется православный храм святого Трифона Печенгского, построенный в 1992 году по проекту архитектора Уле Готтлебена. Рядом с храмом расположено православное кладбище.